# Bruce Savage
Bruce Savage (Hollywood, Flórida, 21 de dezembro de 1960) é um ex-futebolista profissional estadunidense que atuava como atacante.

## Carreira
Bruce Savage se profissionalizou no 	Atlanta Chiefs.

## Seleção
Bruce Savage integrou a Seleção Estadunidense de Futebol nos Jogos Olímpicos de 1984, de Los Angeles.